# أرنولدو جابالدون
جابالدون كاريلو
 (بالإسبانية: Arnoldo Gabaldón)‏
(وُلد في 1 مارس 1909 في مدينة تروخيو الأنديز في فنزويلا - 1 سبتمبر 1990), هو ابن خواكين جابالدون وفرجينيا كاريلو ماركيز. كان طبيبًا وباحثًا وسياسيًا من فنزويلا واعترف به لحملاته  ضد الملاريا. خفّضت حملته ضد المرض عدد الحالات في فنزويلا إلى صفر تقريبًا خلال فترة الخمسينيات، مما أدى إلى الكشف عن المزيد من الأراضي القابلة للاستغلال والزيادة في النمو السكاني.

## السيرة الشخصية
حصل على درجة البكالوريوس في الفلسفة في عام 1928 وفي عام 1930 حصل على درجة الدكتوراه في العلوم الطبية في جامعة فنزويلا المركزية. اكمل  في مدينة هامبورغ في ألمانيا تخصصًا في معهد الأمراض البحرية والاستوائية ، وسافر لاحقًا في عام 1935 إلى الولايات المتحدة كزميل في مؤسسة روكفلر للحصول على دكتوراه من جامعة جونز هوبكنز في علوم النظافة مع دراسة تخصص في علم الحيوان الأولي.
عيّن رئيساً للمديرية الخاصة لعلم الملاريا التي تم إنشاؤها حديثًا في وزارة الصحة والرعاية الاجتماعية حتى عام 1950.
    أصبحت فنزويلا بقيادة جابالدون الدولة الأولى التي نظمت حملة وطنية ضد الملاريا باستخدام الـ دي. دي. تي، مما أدى إلى أن تكون أول دولة تقضي على المرض في منطقة واسعة من المنطقة الاستوائية. اكتسب جابالدون هذه الشهرة في بلاده عام 1951 وكان أحد المرشحين ليحل محل رئيس الجمهورية كارلوس ديلجادو شالبود الذي اغتيل في ذلك العام. واصل تقديم المشورة للمديرية العامة لعلم الملاريا حتى تقاعده عام 1973.

## الصحة والخدمات الاجتماعية
في عام 1936، قام وزير الصحة والرعاية سانتوس دومينيتشي بتعيينه مديراً لعلم الملاريا وألبرتو فيرنانديز نائب مدير كلية خبراء الملاريا. بمجرد تأسيس مقر الشعبة الوطنية للملاريا في ماراكاي، اختار جابالدون المتعاونين معه بعناية وكفريق واجهوا مشكلة الملاريا الخطيرة في البلاد. من خلال اعتماد إستراتيجية تكسر المخططات التقليدية في ذلك الوقت والتي لا تزال بكامل قوتها، يتم إعداد الموظفين بعناية وباستخدام منهجيات محددة وفقًا للاحتياجات، مصاحبة لعملية البحث الوبائي والسيطرة على الأمراض من خلال تدابير مضادة للجراثيم والطفيليات. كانت استراتيجيته في مكافحة الملاريا مستندةً إلى الخبرات العملية في الصرف الصحي وتوريد الأدوية المضادة للملاريا، مع معرفة عميقة بالجغرافيا السياسية الوطنية والتواصل مع الناس. أصبحت بذلك مشروعًا وطنيًا الذي بدأ على الفور في إعطاء نتائج إيجابية، بحيث أن معدلات الإصابة بالأمراض التي كانت مرتفعة واعداد الوفيات بالملاريا التي قضت على البلاد في حقبة الثلاثينيات انخفضت بحلول عام 1944 بشكل ملحوظ واعتبرت السيطرة عليها ممكنة.
أعقب هذا البرنامج الأولي في عام 1945 مرحلة القضاء على الملاريا، من خلال حملة وطنية عن طريق تطبيق مبيد حشري ثنائي كلورو ثنائي الفينيل ثلاثي كلورو الإيثان المعروف باسم (DDT). تم استخدام مادة الـ دي. دي. تي. المثير للجدل في فنزويلا بطريقة خاضعة للرقابة من خلال عمل الكيميائي الإيطالي الفنزويلي إيتوري مازاري، مؤسس المختبر الكيميائي للملاريا في عام 1948. وكانت النتائج فورية: بحلول عام 1950، كان معدل الوفيات من الملاريا في تم تخفيض البلد إلى 9 لكل 100.000 نسمة (من بلد في أمريكا اللاتينية يبلغ 164 لكل 100000)[5] وتم القضاء عليه في مساحة 132000 كم 2. في عام 1955، بعد 10 سنوات من بدء البرنامج، تم تخفيض المعدل إلى 1 لكل 100000 من السكان وزادت المنطقة التي تم القضاء عليها إلى 305,414 كم 2. وقضت مورون، وهي منطقة بها أعلى معدلات وفيات بسبب الملاريا، ثلاث سنوات دون وفيات بسبب الملاريا. بعد ذلك وقع الانفجار السكاني الكبير في فنزويلا مع إنجازات ونجاحات واضحة معترف بها وطنيا ودوليا.
اكتشف أيضًا أنواعًا جديدة من طفيليات الملاريا وكرس نفسه لدراسة البعوض Anopheles nuneztovari ، وهو الإجراء الذي حفز الاعتراف بالاحتياجات التعليمية وإعداد الموظفين الإداريين بوزارة الصحة، من خلال إنشاء المدرسة التي تحمل اسمه في ماراكاي. بين عام 1959 و 1964، عينه الرئيس رومولو بيتانكورت وزيراً للصحة والرعاية الاجتماعية.وطوّر غابالدون برنامج إدارة متأثرًا بخلفيته المهنية القائمة على أنشطة الصرف الصحي الطبي والبيئي في جميع أنحاء البلاد. قام الدكتور أرنولدو جابالدون بتطبيق نفس المبادئ الإدارية التي استخدمها للإدارة الناجحة في شعبة الملاريا في وزارته وهي: دقة الأهداف التي كانت أحد قواعده الأساسية مثل تلك التي تم وضعها عند تولي منصبه الجديد: «هدفنا في مجال الصحة العامة، ستحصل على زيادة ستة أشهر في العمر المتوقع عند الولادة لكل سنة عمل»(Guerrero and Borges، 1998، 85).
وشملت العناصر الهامة الأخرى لإدارته الناجحة؛ اختيار الكوادر المختصة وإضفاء الطابع المهني عليها سواء محليًا أو خارجيًا، وتحديث إدارة الأقسام المختلفة. يتم التعبير عن رؤيته حول الحاجة إلى التدريب أو التحضير لعمل فعال في مجال الملاريا في كتابه «سياسة صحية» و «خطابات الوزير» التي أتاحت له الكشف شهريًا لجميع الموظفين والدولة عن آرائهم؛ أعطى الأولوية للطب الوقائي الذي أنشأ له قسم الصرف الصحي البيئي في عام 1960. قام بتعديل ميزانية الصحة من خلال استثمار المزيد من الموارد في الصرف الصحي البيئي. وشجع اللامركزية بتوقيع اتفاقيات مع الحكومات الإقليمية حول «الخدمات التعاونية». عززت هدفها القديم المتمثل في الإسكان الريفي، من أجل توفير موطن لائق للفلاحين الفنزويليين.
قام جابالدون بتأليف أكثر من 200 بحث منشور في مجلات طبية محلية ودولية مكتوبة باللغة الإسبانية والإنجليزية والفرنسية والألمانية. على سبيل المثال، أجرى دراسات حول الملاريا في الطيور، والعمل الذي أكسبه كعضو في أكاديمية الفيزياء والرياضيات والطبيعية التي كرمته جائزة أرنولدو جابالدون للعلماء الذين تقل أعمارهم عن 40 عامًا في مجالات علم الأحياء والفيزياء والكيمياء والرياضيات. كانت له أيضًا حصة من نصيب الأكاديمية الوطنية للطب، حيث شغل الكرسي X في عام 1972.
هوأول بروفيسور لدراسات أمريكا اللاتينية سيمون بوليفار في جامعة كامبريدج، إنجلترا (1968-1969) وأدار دراسات ما بعد الدكتوراه في الجامعة المركزية في فنزويلا.
كان غابالدون نشطًاً كخبير في منظمة الصحة العالمية في العمل لمكافحة الملاريا في دول من 5 قارات. في 15 فبراير 1989، تقرر بموجب المرسوم التنفيذي الفنزويلي، في الذكرى الثمانين لميلاده، تجميع عمله المكتوب، وإصدار طابع بريدي وإعطاء اسمه إلى مجموعة المباني التي ستشكل مديرية الملاريا والصرف الصحي البيئي في ماراكاي، هي معروفة اليوم باسم معهد الدراسات العليا لعلم الملاريا Arnoldo Gabaldón.

## الحياة الشخصية
في 22 أبريل 1937، في ولاية بوكونو تروخيو تزوج ماريا تيريزا بيرتي، أخت أحد أصدقائه العظماء ومقاتل مثالي ضد الملاريا في فنزويلا. كان نجله أرنولدو خوسيه جابالدون بيرتي (كاراكاس، 1938) أول وزير للبيئة في أمريكا اللاتينية (1976-1979) ورئيس مجلس إدارة برنامج الأمم المتحدة للبيئة في دورته التاسعة عشرة في نيروبي، كينيا، 1997 -1999كان عضو أكاديمية العلوم الفيزيائية والرياضية والطبيعية، وكان عميد اللجنة الرئاسية لإصلاح الدولة ورئيس الوفد الفنزويلي في قمة البيئة في ريو 1992، والمدير العام لشركة الاستشارات البيئية Ecology & Environment في فنزويلا. كان ابن أخيه المهندس أدالبيرتو جابالدون وزيراً للبيئة في الحكومة الانتقالية للرئيس رامون ج. فيلاسكيز (1993-1994).